# Алегра Пољак
Алегра Пољак (5. фебруар 1999) је српска фудбалерка.

## Биографија
Она је прве фудбалске кораке начинила 2006. године у новосадској школи фудбала "Синиша Михајловић". Пре тога се успешно бавила атлетиком.

У другој полусезони 2013/14, када је навршила 15 година и стекла право наступа у Супер лиги Србије за жене, приступила је женском фудбалском клубу Спартак из Суботице.

Од Фудбалског савеза Србије проглашена је за најперспективнију младу фудбалерку за 2014. годину. 

У сезони 2014/15, са 25 голова постигнутих на 19 утакмица, постаје најбољи стрелац лиге.

Уврштена је у идеални тим Европског првенства за кадеткиње 2016. године од Техничке групе УЕФА.

За кадетску и омладинску репрезентацију Србије одиграла је 6 утакмица и постигла 5 голова.

Тренутно је чланица сениорске репрезентације Србије за коју је дебитовала 23. јуна 2015. против Румуније.

До сада је освојила 3 титуле државног првака и 3 титуле победника Купа.